# Herman Leissner
Sven Herman Leissner, född 27 december 1904 i Djursholm, död 9 maj 1968, var en svensk läkare.
Leissner blev medicine licentiat vid Karolinska institutet i Stockholm 1930, medicine doktor 1950 på avhandlingen Studies on the classification of carcinoma of the uterus och docent i radiologisk gynekologi vid Göteborgs medicinska högskola 1953. Han utbildade sig i gynekologi och obstetrik vid Allmänna barnbördshuset och Sabbatsbergs sjukhus och 1938–42 vid Lunds lasarett, där han även var biträdande lärare. Han utbildade sig även i radiologi vid Radiumhemmet och i kirurgi vid lasaretten i Östersund, Halmstad och Mariestad. Han blev t.f. överläkare vid Jubileumsklinikens i Göteborg gynekologiska avdelning 1943 och överläkare där 1944. Han författade flera arbeten inom gynekologi, obstetrik och radiologi.